# アングロド
アングロド(Angrod、第一紀? - 太陽の時代455年)は、J・R・R・トールキンの中つ国を舞台とした小説、『シルマリルの物語』の登場人物。ノルドールの中つ国への帰還のとき、フィンロドの一党の一人としてヘルカラクセを渡った。ベレリアンドにおいては弟アイグノールとともにドルソニオンの北辺を守備した。かれについての記述は多くないが、「誠実で分別がある」人物とされている。
「アングロド」はクウェンヤ名アンガラート（Angaráto）をシンダール語化したものである。
父はノルドールの上級王フィンウェの息子フィナルフィン。母はアマンのテレリの上級王の娘エアルウェン。兄にフィンロド、弟はアイグノール、妹はガラドリエル。息子はオロドレス。妻エルダローテ（Eldalôtë）はノルドール。名前のシンダール語形は、エゼルロス（Eðellos）。

## ヴァリノールにおけるアングロド
フィナルフィンの息子たちは、みなフィンゴルフィンの息子たちと兄弟のように親しかった。フェアノールが「フェアノールの誓言」をたて、中つ国に旅立つべしとノルドールを扇動した時、父フィナルフィンと息子オロドレスが反対の声をあげたにもかかわらず、アングロドは弟アイグノールとともに中つ国への帰還に心を動かされた。親友のフィンゴンがそれを望んでいたためである。しかしかれは父と反対の立場をとらず、その場は沈黙した。

## 中つ国への帰還
フィナルフィンの息子たちはアルクウァロンデの同族殺害には加担しなかった。かれらはフィンゴルフィンの一党とともにヘルカラクセを渡った。

## フェアノールの息子たちとの不和
フィンゴンによるマイズロスの救出と、マイズロスによる王権の放棄によって、フェアノールの息子たちの一党と、フィンゴルフィン、フィンロドの一党との一応の和解が成立した。シンゴル王は血縁のあるフィンロドの兄弟だけを王国内に受け入れ、そのためアングロドが兄フィンロドの使者として送られた。シンゴル王はノルドールがベレリアンドの無人の地に住むことを許したが、同時に自身が全ベレリアンドの王であることを宣し、招かれざるものがドリアスへ入ることを禁じた。フェアノールの息子たちはこれを聞いて腹を立てたが、マイズロスは笑ってこれを受け入れた。しかしカランシアはさらに怒り、テレリの血を引くフィナルフィンの息子たちはノルドールの使者として不充分であるとなじった。これを聞いたアングロドは大いに怒り、席を立った。

## ドルソニオンのアングロド
フィンロドはトル・シリオンの守りをオロドレスに委ね、ナルゴスロンドの主となった。アングロドとアイグノールは兄フィンロドの臣下として、少数の民を率いてドルソニオンの北辺の守備についた。モルゴスの塔、サンゴロドリムはアルド＝ガレンの平原のすぐ向こうにある。

## シンゴルへの弁明
モルゴスはノルドールと灰色エルフとを分断するため、ヴァリノールにおけるノルドールの所業を、虚言でもってより醜いものにして広めた。キーアダンは噂を耳にしその真偽を疑ったが、シンゴルに使者を送りこれを伝えた。シンゴルは怒り、フィンロドを問い詰めたが、かれはこれに答えなかった。ノルドールの王子たちを告発することを避けたかったのである。しかしアングロドはカランシアの暴言を思い出し、フェアノールとその息子たちの所業を告発した。そのためシンゴルは全シンダールがノルドールの言葉クウェンヤを話すことを禁じた。ノルドールでさえも普段はシンダール語で話すようになり、クウェンヤはノルドールの公子たちの間でだけ話されるようになった。

## アングロドの死
第三の合戦から380年。長い平和の時を経てエルフと人間の勢力は増え、フィンゴルフィンはアングバンドの襲撃を考えるようになった。ドルソニオンに構え、つねにサンゴロドリムを目にするアングロドとアイグノールも賛成したが、他のエルフの諸侯は耳を貸さなかった。太陽の時代の455年。突然モルゴスは行動を起こした。サンゴロドリムから火の川が流れ出し、アルド＝ガレンを焼き尽くした。そのあとに竜のグラウルング、バルログたち、かつてない数のオークが続いた。フェアノールの息子たちはマイズロスの辺境国をのぞきすべての領土を失い、アングロドはアイグノールとともに討ち死にした。このダゴール・ブラゴルラハ（俄かに焔流るる合戦）によってドルソニオンは滅び、バラヒアとその一党だけが隠れ住むだけになった。

## 註
1. ↑  アルダの年表によると、かれの両親フィナルフィンとエアルウェンの結婚が第一紀の4780年、かれの妹ガラドリエルの誕生が4862年となっている。

## アングロドの系図
| フィンウェ       | フィンウェ       | フィンウェ       | フィンウェ       | フィンウェ       | フィンウェ       |                  |                  | インディス     | インディス     | インディス     | インディス     | インディス   | インディス   | オルウェ     | オルウェ     | オルウェ     | オルウェ     | オルウェ     | オルウェ     |              |              |                |                |                |                |                |                |            |            |            |            |              |            |            |            |  |  |            |            |            |            |            |            |  |  |
| フィンウェ       | フィンウェ       | フィンウェ       | フィンウェ       | フィンウェ       | フィンウェ       |                  |                  | インディス     | インディス     | インディス     | インディス     | インディス   | インディス   | オルウェ     | オルウェ     | オルウェ     | オルウェ     | オルウェ     | オルウェ     |              |              |                |                |                |                |                |                |            |            |            |            |              |            |            |            |  |  |            |            |            |            |            |            |  |  |
|                  |                  |                  |                  |                  |                  |                  |                  |                |                |                |                |              |              |              |              |              |              |              |              |              |              |                |                |                |                |                |                |            |            |            |            |              |            |            |            |  |  |            |            |            |            |            |            |  |  |
|                  |                  |                  |                  |                  |                  |                  |                  |                |                |                |                |              |              |              |              |              |              |              |              |              |              |                |                |                |                |                |                |            |            |            |            |              |            |            |            |  |  |            |            |            |            |            |            |  |  |
| フィンゴルフィン | フィンゴルフィン | フィンゴルフィン | フィンゴルフィン | フィンゴルフィン | フィンゴルフィン | フィナルフィン   | フィナルフィン   | フィナルフィン | フィナルフィン | フィナルフィン | フィナルフィン |              |              | エアルウェン | エアルウェン | エアルウェン | エアルウェン | エアルウェン | エアルウェン |              |              |                |                |                |                |                |                |            |            |            |            |              |            |            |            |  |  |            |            |            |            |            |            |  |  |
| フィンゴルフィン | フィンゴルフィン | フィンゴルフィン | フィンゴルフィン | フィンゴルフィン | フィンゴルフィン | フィナルフィン   | フィナルフィン   | フィナルフィン | フィナルフィン | フィナルフィン | フィナルフィン |              |              | エアルウェン | エアルウェン | エアルウェン | エアルウェン | エアルウェン | エアルウェン |              |              |                |                |                |                |                |                |            |            |            |            |              |            |            |            |  |  |            |            |            |            |            |            |  |  |
|                  |                  |                  |                  |                  |                  |                  |                  |                |                |                |                |              |              |              |              |              |              |              |              |              |              |                |                |                |                |                |                |            |            |            |            |              |            |            |            |  |  |            |            |            |            |            |            |  |  |
|                  |                  |                  |                  |                  |                  |                  |                  |                |                |                |                |              |              |              |              |              |              |              |              |              |              |                |                |                |                |                |                |            |            |            |            |              |            |            |            |  |  |            |            |            |            |            |            |  |  |
| フィンロド       | フィンロド       | フィンロド       | フィンロド       | フィンロド       | フィンロド       | アングロド       | アングロド       | アングロド     | アングロド     | アングロド     | アングロド     | アイグノール | アイグノール | アイグノール | アイグノール | アイグノール | アイグノール | ガラドリエル | ガラドリエル | ガラドリエル | ガラドリエル | ガラドリエル   | ガラドリエル   |                |                | ケレボルン     | ケレボルン     | ケレボルン | ケレボルン | ケレボルン | ケレボルン |              |            |            |            |  |  |            |            |            |            |            |            |  |  |
| フィンロド       | フィンロド       | フィンロド       | フィンロド       | フィンロド       | フィンロド       | アングロド       | アングロド       | アングロド     | アングロド     | アングロド     | アングロド     | アイグノール | アイグノール | アイグノール | アイグノール | アイグノール | アイグノール | ガラドリエル | ガラドリエル | ガラドリエル | ガラドリエル | ガラドリエル   | ガラドリエル   |                |                | ケレボルン     | ケレボルン     | ケレボルン | ケレボルン | ケレボルン | ケレボルン |              |            |            |            |  |  |            |            |            |            |            |            |  |  |
|                  |                  |                  |                  |                  |                  |                  |                  |                |                |                |                |              |              |              |              |              |              |              |              |              |              |                |                |                |                |                |                |            |            |            |            |              |            |            |            |  |  |            |            |            |            |            |            |  |  |
|                  |                  |                  |                  |                  |                  | オロドレス       | オロドレス       | オロドレス     | オロドレス     | オロドレス     | オロドレス     |              |              |              |              |              |              |              |              |              |              | ケレブリーアン | ケレブリーアン | ケレブリーアン | ケレブリーアン | ケレブリーアン | ケレブリーアン |            |            | エルロンド | エルロンド | エルロンド   | エルロンド | エルロンド | エルロンド |  |  |            |            |            |            |            |            |  |  |
|                  |                  |                  |                  |                  |                  | オロドレス       | オロドレス       | オロドレス     | オロドレス     | オロドレス     | オロドレス     |              |              |              |              |              |              |              |              |              |              | ケレブリーアン | ケレブリーアン | ケレブリーアン | ケレブリーアン | ケレブリーアン | ケレブリーアン |            |            | エルロンド | エルロンド | エルロンド   | エルロンド | エルロンド | エルロンド |  |  |            |            |            |            |            |            |  |  |
|                  |                  |                  |                  |                  |                  |                  |                  |                |                |                |                |              |              |              |              |              |              |              |              |              |              |                |                |                |                |                |                |            |            |            |            |              |            |            |            |  |  |            |            |            |            |            |            |  |  |
|                  |                  |                  |                  |                  |                  |                  |                  |                |                |                |                |              |              |              |              |              |              |              |              |              |              |                |                |                |                |                |                |            |            |            |            |              |            |            |            |  |  |            |            |            |            |            |            |  |  |
|                  |                  | フィンドゥイラス | フィンドゥイラス | フィンドゥイラス | フィンドゥイラス | フィンドゥイラス | フィンドゥイラス |                |                | ギル＝ガラド   | ギル＝ガラド   | ギル＝ガラド | ギル＝ガラド | ギル＝ガラド | ギル＝ガラド |              |              | エルラダン   | エルラダン   | エルラダン   | エルラダン   | エルラダン     | エルラダン     | エルロヒア     | エルロヒア     | エルロヒア     | エルロヒア     | エルロヒア | エルロヒア | アルウェン | アルウェン | アルウェン   | アルウェン | アルウェン | アルウェン |  |  | アラゴルン | アラゴルン | アラゴルン | アラゴルン | アラゴルン | アラゴルン |  |  |
|                  |                  | フィンドゥイラス | フィンドゥイラス | フィンドゥイラス | フィンドゥイラス | フィンドゥイラス | フィンドゥイラス |                |                | ギル＝ガラド   | ギル＝ガラド   | ギル＝ガラド | ギル＝ガラド | ギル＝ガラド | ギル＝ガラド |              |              | エルラダン   | エルラダン   | エルラダン   | エルラダン   | エルラダン     | エルラダン     | エルロヒア     | エルロヒア     | エルロヒア     | エルロヒア     | エルロヒア | エルロヒア | アルウェン | アルウェン | アルウェン   | アルウェン | アルウェン | アルウェン |  |  | アラゴルン | アラゴルン | アラゴルン | アラゴルン | アラゴルン | アラゴルン |  |  |
|                  |                  |                  |                  |                  |                  |                  |                  |                |                |                |                |              |              |              |              |              |              |              |              |              |              |                |                |                |                |                |                |            |            |            |            |              |            |            |            |  |  |            |            |            |            |            |            |  |  |
|                  |                  |                  |                  |                  |                  |                  |                  |                |                |                |                |              |              |              |              |              |              |              |              |              |              |                |                |                |                |                |                |            |            |            |            | エルダリオン |            |            |            |  |  |            |            |            |            |            |            |  |  |